# Dinosaurierland Rügen

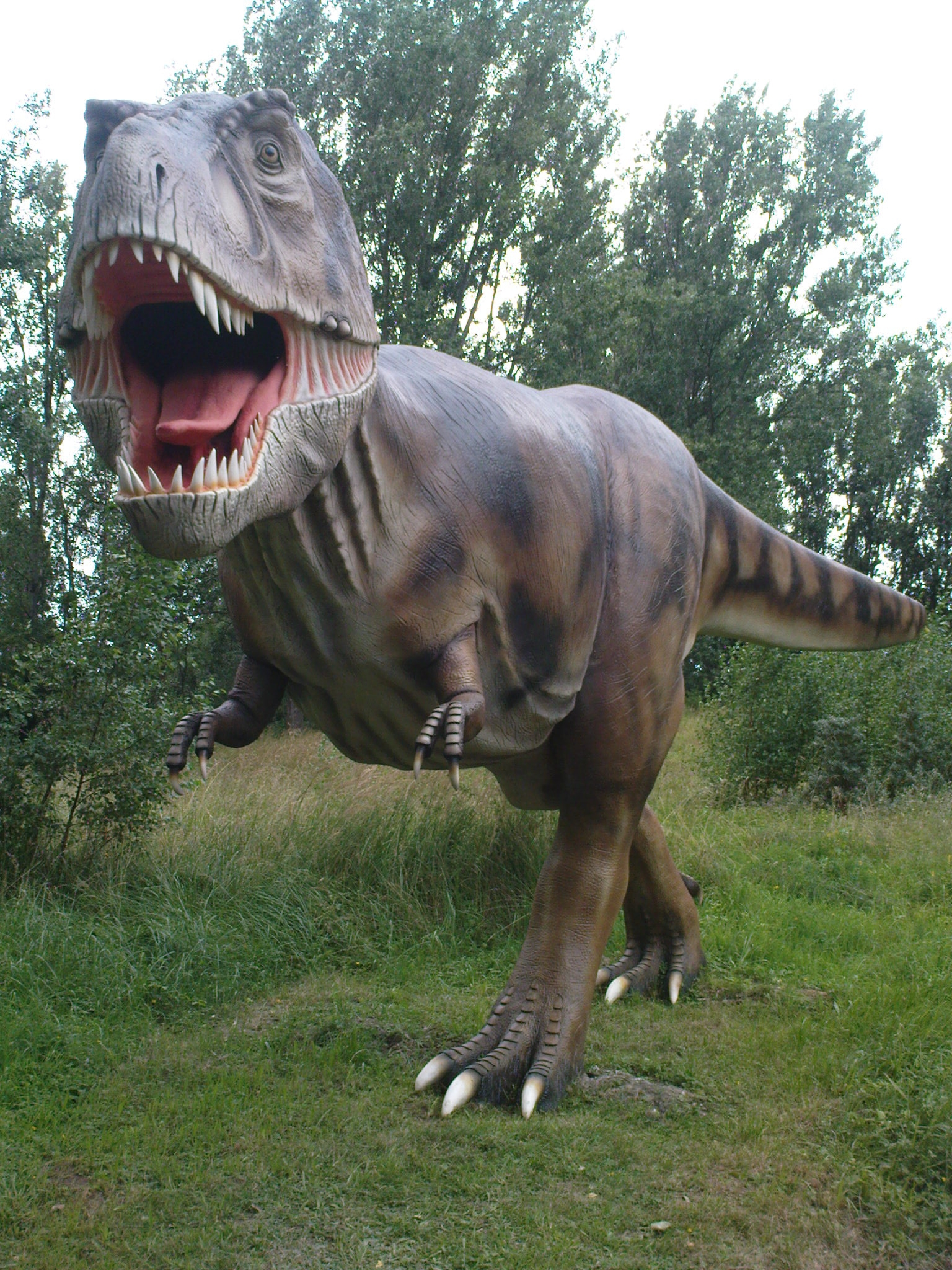
Dinosaurierland Rügen, Tyrannosaurus Rex 2009

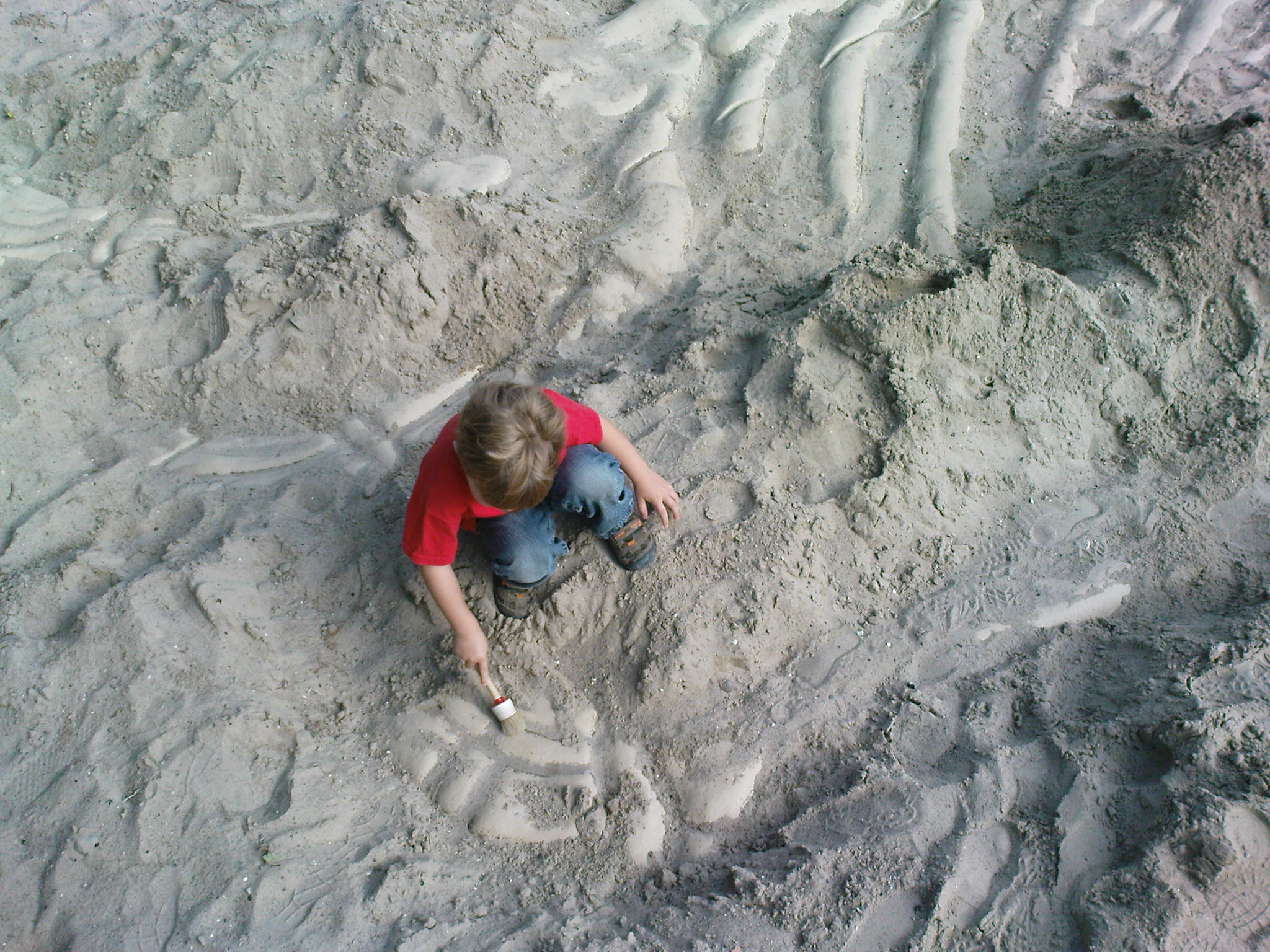
Dinosaurierland Rügen, spielerische Ausgrabung 2009

Das Dinosaurierland Rügen wurde von Rüdiger Kunkel am 30. April 2008 auf einem 9,5 Hektar großen ehemaligen Gelände der Nationalen Volksarmee eröffnet. Es gehört zur Gemeinde Glowe und liegt in der Nähe der Ortsteile Spycker und Bobbin am Spyckerschen See.
Der Schwerpunkt des Parks liegt in der Präsentation modellierter Dinosaurier mit je einer beschreibenden Tafel. Darüber hinaus werden Modelle urzeitlicher Fische, Meeressäuger und vereinzelt Wasserschildkröten, Hominiden, Mammuts und Säbelzahntiger präsentiert.
Die Modelle bestehen aus glasfaserverstärkten Kunststoffen (GfK) und werden manuell gefertigt. Zum Zeitpunkt der Eröffnung waren rund 100 dieser Modelle auf einem etwa 800 Meter langen Rundgang ausgestellt. Das größte Modell hat eine Höhe von zwölf Metern und eine Länge von 27 Metern und repräsentiert einen Diplodocus. Anfang 2009 wurde der Rundgang auf etwa 1100 Meter mit rund 120 Exponaten erweitert. Diese Erweiterung umfasst insbesondere Meereslebewesen.
Der Park bietet auch verschiedene Aktivitäten, beispielsweise das spielerische Freilegen eines Dinosaurierskeletts mittels Schaufeln und Pinseln, sowie die Suche nach Fossilien in Überresten aus dem Kreideabbau.